# Farancia
Farancia este un gen de șerpi din familia Colubridae. Genul cuprinde două specii distincte: șarpele curcubeu (F. erytrogramma) și șarpele de noroi (F. abacura). Aceste specii sunt originare din regiunea sud-estică a Statelor Unite

## Descriere
Exemplarele adulte ale speciilor din genul Farancia au în mod obișnuit o lungime totală cuprinsă între 92 și 137 cm, inclusiv coada. Acești șerpi au un corp cilindric, robust și musculos, adaptat pentru a se deplasa prin mediul lor natural. Pe partea dorsală, aceste specii prezintă o culoare predominantă de maro închis sau negru, în timp ce partea inferioară a corpului este viu colorată, fiind în general roșie sau portocalie. Un aspect distinctiv al speciei F. erytrogramma este faptul că au dungi roșii distincte pe spate, oferindu-le un aspect caracteristic.
Corpul acestor șerpi este acoperit de solzi netezi, strălucitori și irizați, care sunt dispuși în 19 rânduri la mijlocul corpului. Coada speciilor din genul Farancia este relativ scurtă și se termină cu o coloană vertebrală.

## Comportament
Șerpii din genul Farancia sunt animale semiacvatice și își găsesc habitatul în apropierea zonelor noroioase de lângă surse de apă permanente, cum ar fi mlaștinile, bălțile sau lacurile cu mișcare lentă a apei. 

## Dieta
Regimul alimentar al speciilor de Farancia este alcătuit în principal din amphiuma, anghile și sirene. 

## Reproducerea
La speciile de Farancia, procesul de reproducere începe în primele luni ale primăverii. După împerechere, ouăle sunt depuse într-o vizuină special amenajată, situată în apropierea apei. Acest loc de depunere oferă o protecție adecvată și o umiditate constantă necesară dezvoltării embrionilor. Depunerea ouălor are loc în prima parte a verii, în general. Durata incubației în cazul speciilor de Farancia, durează în medie între 8 și 12 săptămâni. Eclozarea are loc în mijlocul toamnei iar puietul ieșit este adaptat să se hrănească independent.

## Specii și subspecii
Cladograma conform Catalogue of Life:
| Farancia | \| \| Farancia abacura \| \| \| \| \| \| Farancia erytrogramma \| \| \| \| |
|          | \| \| Farancia abacura \| \| \| \| \| \| Farancia erytrogramma \| \| \| \| |
|          | Farancia abacura                                                           |
|          |                                                                            |
|          | Farancia erytrogramma                                                      |
|          |                                                                            |

- Farancia abacura (șarpele de noroi) se găsește în Alabama, Arkansas, Florida, Georgia, Illinois, Kentucky, Louisiana, Mississippi, Missouri, Carolina de Nord, Carolina de Sud, Tennessee, Texas și Virginia. În cadrul acestei specii, există două subspecii recunoscute:
  - Farancia abacura abacura (șarpele de noroi din est)
  - Farancia abacura reinwardtii (șarpele de noroi vestic).

- Farancia erytrogramma (șarpe curcubeu) se găsește în Alabama, Florida, Georgia, Louisiana, Maryland, Mississippi, Carolina de Nord, Carolina de Sud și Virginia. În cadrul speciei Farancia erytrogramma, există două subspecii recunoscute: 
  - Farancia erytrogramma erytrogramma (șarpe curcubeu)
  - Farancia erytrogramma seminola (șarpe curcubeu de Florida).